# Simona Škrabec

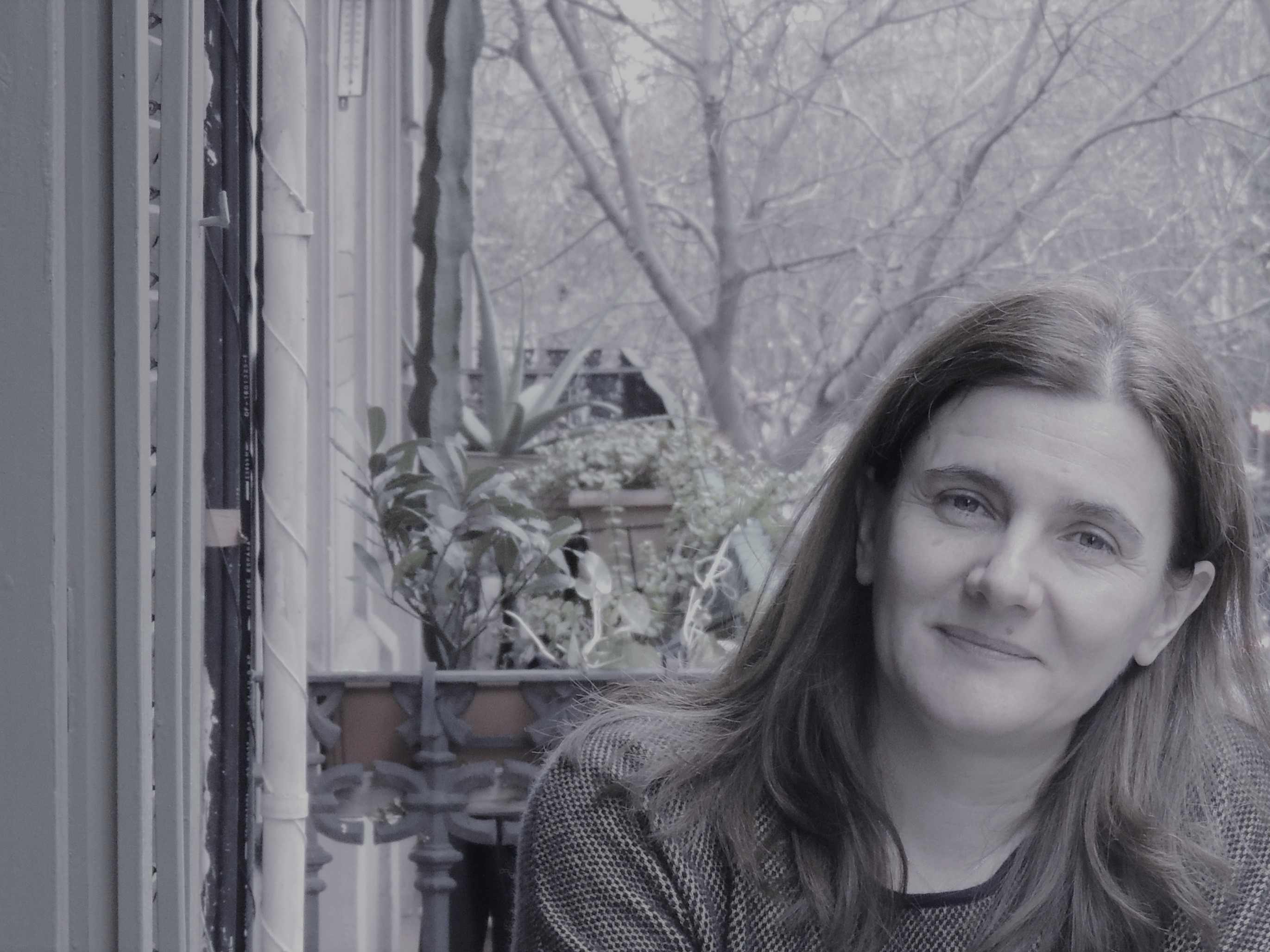
Simona Škrabec, Barcelona, 2019

Simona Škrabec (ur. w 1968 r. w Lublanie) – słoweńska literaturoznawczyni, eseistka i tłumaczka. Studiowała filologię germańską oraz komparatystykę literacką na Uniwersytecie w Ljubljanie. W roku 1992 przeprowadziła się do Barcelony, gdzie mieszka i pracuje do dziś. W 2002 roku na barcelońskim Uniwersytecie Autonomicznym Škrabec obroniła doktorat poświęcony problematyce tożsamości w literaturze Europy Środkowej.
Tłumaczenia Škrabec na kataloński i hiszpański obejmują utwory licznych słoweńskich i serbskich pisarzy: m.in. Borisa Pahora, Drago Jančara, Aleša Debeljaka oraz Danilo Kiša. Natomiast poprzez swoje tłumaczenia na słoweński Škrabec zapoznała swoich rodaków z twórczością takich katalońskich autorów jak Pere Calders, Jesús Moncada, Josep Vicenç Foix, Lluís Maria Todó oraz Jaume Cabré.
Škrabec regularnie pisze do katalońskich i słoweńskich czasopism literaturoznawczych. Jest także autorką kilku prac poświęconych literaturze katalońskiej, hiszpańskiej oraz słoweńskiej. Jej książka zatytułowana L'estrip de la solitude została uhonorowana nagrodą Josepa Carnera w kategorii teorii literatury.